# غارغانو

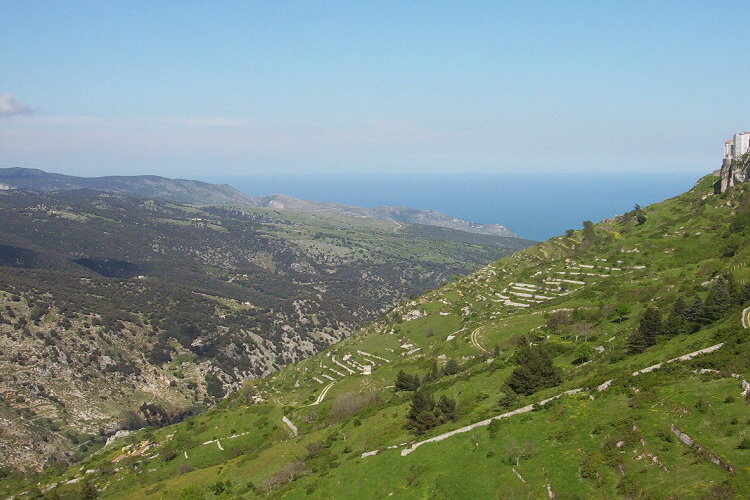

شبه جزيرة غارغانو هي منطقة تاريخية وجغرافية إيطالية تقع في إقليم بوليا، تتكون من كتلة صخرية جبلية معزولة واسعة تضم عدة مرتفعات وقمم وتشكل العمود الفقري لرأس غارغانو في البحر الأدرياتيكي. أعلى نقطة عالية هي في مونتي كالفو 1065 متر. معظم المنطقة المرتفعة 1200 كم2 جزء من حديقة غارغانو الوطنية التي تأسست في عام 1991 ضمن مقاطعة فودجا الإيطالية.